# (3090) Tjossem
(3090) Tjossem (1982 AN; 1969 VP2) ist ein ungefähr 14 Kilometer großer Asteroid des äußeren Hauptgürtels, der am 4. Januar 1982 vom US-amerikanischen Astronomen James B. Gibson am Palomar-Observatorium nordöstlich von San Diego in Kalifornien (IAU-Code 675) entdeckt wurde. Er gehört zur Veritas-Familie, einer Gruppe von Asteroiden, die nach (490) Veritas benannt ist.

## Benennung
(3090) Tjossem wurde nach dem Pionier Peter Tjossem (1878–1957) benannt, der Mühlenbauer, Landwirt, Amateur-Entomologe, Lapidarist, Amateur-Paläobotaniker, und Ältester in der Presbyterianischen Kirche war.